# DeWitt (Michigan)
DeWitt est une ville du comté de Clinton, dans l'État du Michigan, aux États-Unis. En 2020, sa population était de 4 776 habitants.